# Kvarnsjön (Järna socken, Dalarna, 672196-141874)
Kvarnsjön är en sjö i Vansbro kommun i Dalarna och ingår i Dalälvens huvudavrinningsområde. Sjön har en area på 0,296 kvadratkilometer och ligger 236,1 meter över havet. Sjön avvattnas av vattendraget Hulan.

## Delavrinningsområde
Kvarnsjön ingår i det delavrinningsområde (672361-141893) som SMHI kallar för Inloppet i Statjärnen. Medelhöjden är 282 meter över havet och ytan är 7,63 kvadratkilometer. Räknas de 4 avrinningsområdena uppströms in blir den ackumulerade arean 33,25 kvadratkilometer. Hulan som avvattnar avrinningsområdet har biflödesordning 3, vilket innebär att vattnet flödar genom totalt 3 vattendrag innan det når havet efter 315 kilometer. Avrinningsområdet består mestadels av skog (79 procent). Avrinningsområdet har 0,33 kvadratkilometer vattenytor vilket ger det en sjöprocent på 4,3 procent.